# Врубель, Дмитрий Владимирович

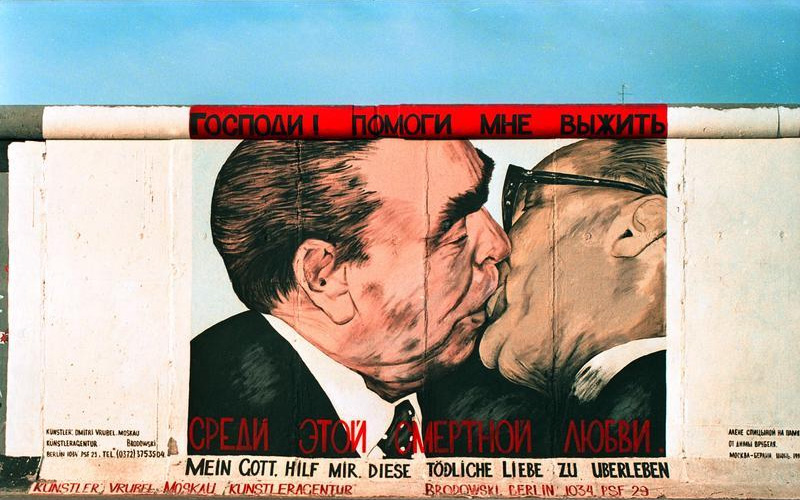
Граффити «Господи! Помоги мне выжить среди этой смертной любви»

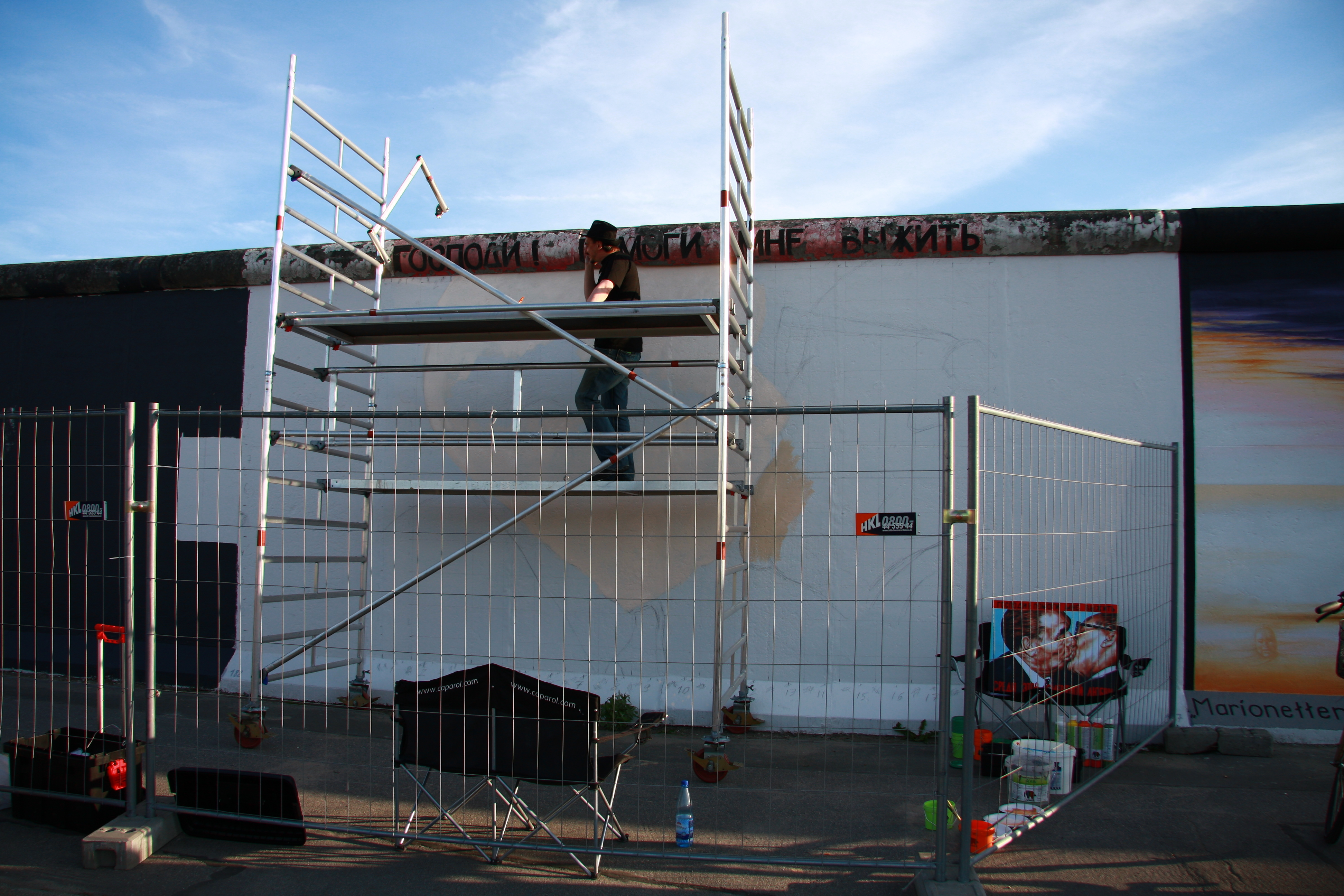
Врубель реставрирует граффити в 2009 году

Дми́трий Влади́мирович Вру́бель (14 июля 1960, Москва — 13 августа 2022, Берлин) — российский и немецкий художник, представитель стиля соц-арт, известный главным образом как автор граффити «Господи! Помоги мне выжить среди этой смертной любви», которое стало одним из символов воссоединённой Германии. С 2010 года постоянно проживал в Берлине.

## Биография
Мать Врубеля родилась в ссылке в Тюмени. Родители — инженеры. Отчим — поэт Игорь Калугин. Один дед погиб в 1937 году, второй работал в системе НКВД. включая ГУЛАГ.
Учился в исторической школе, хотел стать историком. В 1975 году в возрасте 15 лет создал первое художественное произведение — картину «Суд Пилата». В юности писал стихотворения, занимался организацией выставок.
В 1976 году учился рисунку у Михаила Эпштейна, в 1977—1978 году — у Андрея Панченко, в 1977—1980 году — у Владимира Овчинникова.
В 1979 году учился в МГПИ на художественно-графическом факультете.
В 1980-е был членом московского андеграундного Клуба авангардистов.
С 1983 года — член Союза художников СССР.
В 1987 году принял участие в первой выставке «Клуба авангардистов» (КЛАВА).
В 1986—1996 годах организовал в своей квартире галерею Врубеля («Кварт-Арт», Москва). Он был активно вовлечен в подпольную художественную сцену и организовывал нелегальные выставки в своей квартире в последние годы существования СССР.
В 1989 году впервые покинул СССР и два месяца жил в Париже.
С 1990 года периодически жил в Берлине. Автор живописной композиции на фрагменте Берлинской стены «Господи! Помоги мне выжить среди этой смертной любви» (1990). Название отсылает к жертвам, пытавшимся преодолеть Стену. Помощь в создании граффити организовывал Александр Бродовский, который ранее работал гидом-переводчиком в ГДР. Он занимался современным искусством и пригласил пятерых художников из СССР для того, чтобы сделать первую в ГДР выставку советского современного искусства. Врубель создал картину в 1990 году на восточной стороне Берлинской стены. До падения Берлинской стены граффити на стене существовали только на западной стороне.
С 1993 года — член Союза художников Берлина.
С 1995 года работал в соавторстве с супругой Викторией Тимофеевой.
В 2001 году Врубель и Тимофеева выпустили календарь «Двенадцать настроений президента», посвященного президенту России Владимиру Путину.
В 2008 году в Центральном доме художника в Москве провёл (под руководством Марата Гельмана) выставку «Евангельский проект», для которой подготовил 40 картин. Концепция — смешение современных образов из горячих точек и цитат из Библии. Пермская епархия РПЦ отнеслась к выставке с осуждением.
С 2010 года постоянно проживал с супругой в Берлине, где они создали открытую мастерскую Vrubel+Timofeeva в театре PANDA-Theater в культурном центре Kulturbrauerei. В 2009 году граффити, размещённое на фрагменте Берлинской стены, было стёрто в рамках реставрации, проводившейся к 20-й годовщине сноса Берлинской стены. Дмитрий Врубель, автор граффити, согласился отреставрировать его. Хотя изображение использовалось на сувенирах, продававшихся рядом с East Side Gallery, Врубель говорил, что плата за репродукцию в 2009 году была единственной прибылью, которую он когда-либо получал от изображения.
В последние годы Врубель разрабатывал выставки с использованием технологий виртуальной реальности.
В конце июня 2022 года Врубель заразился COVID-19, болезнь протекала тяжело, и его ввели в состояние искусственной комы.
В начале августа ему была проведена операция на сердце. Умер на 63-м году жизни 13 августа 2022 года в Берлине.

## Личная жизнь
Жена — Светлана Попова. Дети: Михаил Дмитриевич Врубель (1981), кинопродюсер, Александр Дмитриевич Врубель, Наталья Дмитриевна Врубель.
Второй брак, жена — Виктория Тимофеева (род. 1969).

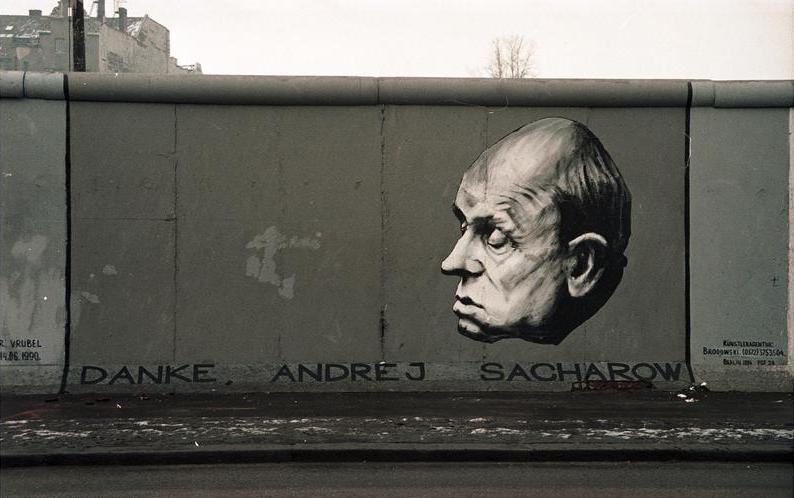
Портрет Андрея Сахарова на Берлинской стене работы Врубеля, 1990 год

## Работы находятся в собраниях
- Государственный центр современного искусства, Москва.
- Берлинская национальная галерея, Берлин[19].
- East Side Gallery, Берлин.
- Коллекция П. Новицкого, Варшава, Польша.
- Коллекция W. Wittrok, Дюссельдорф, Германия.
- Коллекция P. Sprovieri, Рим, Италия.
- Коллекция Галины Осецимской.
- Новая Третьяковка, Москва[9].

## Выставки
Избранные персональные выставки:
- Дмитрий Врубель, Дом прессы, Таллинн, 1987;
- ДК Московского энергетического института, Москва, 1988;
- Я не знаю, что мне делать дальше, Галерея Врубеля, Москва, 1991;
- Ich traue Dir аlles zu, Галерея «Die Wohnmaschine», Берлин, 1991;
- Я подозреваю тебя во всем, галерея «Манеж», Москва, 1991;
- Dmitri Vrubel’s New Paintings, Maya Polsky Gallery, Чикаго, 1992;
- Мамочка, галерея М.Гельмана, Москва, 1992;
- Dmitrij Vrubel. Russische Gesichter, B.A.T. Kunst Foyer, Гамбург, 1994;
- Библейский проект Дмитрия Врубеля, галерея М.Гельмана, Москва, 1994;
- Домашний альбом (совм. с Викторией Тимофеевой), Галерея Врубеля, Москва, 1996;
- Красный кружок (совм. с Викторией Тимофеевой), галерея «Велта», Москва, 1997;
- Портрет эпохи (совм. с Викторией Тимофеевой), Галерея Врубеля, Москва, 2004, Совет Федерации, Москва, 2005;
- Портрет эпохи. Выставка и аукцион в помощь детям Беслана (совм. с Викторией Тимофеевой), Московский дом музыки, Москва, 2005;
- 2007 (совм. с Викторией Тимофеевой), Галерея М&Ю Гельмана, Москва, 2008;
- Евангельский проект (совм. с Викторией Тимофеевой), ЦДХ, Москва, 2008, Пермский музей современного искусства, Пермь, 2009.

Избранные групповые вставки:
- Совместная выставка с группой «Мухомор», Клуб Рокуэлла Кента, Московский Инженерно-физический институт, Москва, 1980;
- I—IV выставки «Квартарта», Галерея Врубеля, Москва, 1986;
- Первая выставка Клуба Авангардистов (КЛАВА), Выставочный зал Пролетарского района, Москва, 1987;
- Лабиринт, Дворец молодежи, Москва, 1988;
- Berlinisсhe Mauer, East Side Gallery, Берлин, 1990;
- Museum am Checkpoint Charlie, ЦДХ, Москва, 1991;
- Sowjetische Kunst um 1990 (Binazionale), Kunsthalle Dusseldorf, Дюссельдорф, Israel Museum, Иерусалим, ЦДХ, Москва, 1991—1992;
- VII съезду народных депутатов посвящается, Галерея М. Гельмана, ЦДХ, Москва, 1993;
- Kunst im verborgenen. Nonkonformisten Russland 1957—1995. Коллекция современного искусства Музея-заповедника Царицыно, Wilchelm-Hack Museum, Людвигсхафен-на-Рейне, Documenta-Halle, Кассель, Staatliches Lindenau Museum, Альтенбург, Jenseits der Mauer. Kleine Humboldt- Galerie der Humboldt-Universitat, Берлин, 1995;
- 3rd Cetinje Biennial, Цетинье, Монтенегро, 1997;
- Москва-Варшава/Warszawa-Moskwa, Zachęta — Narodowa Galeria Sztuki, Варшава, Государственная Третьяковская галерея, Москва, 2004—2005;
- Дневник художника, Специальный проект фонда М. Гельмана в рамках 2 Московской биеннале современного искусства, ЦДХ, Москва, 2007;
- Соц-арт, Государственная Третьяковская галерея, Москва, Maison Rouge, Париж, 2007—2008;
- Родина, Пермский музей современного искусства PERMM, Пермь, 2012;
- Kollektsia! Art contemporain en URSS et en Russie 1950—2000, Centre Pompidou, Париж, 2016—2017.

## Цитаты
Его кумиры — чемпионы популярности Лактионов и Русланова. Самое любопытное — что ему многое удается на этом пути. Его работа на Берлинской стене «В объятиях этой смертной любви» — поцелуй двух полутрупов Брежнева и Хонеккера — стал символом времени крушения стены, и я видела в Берлине людей в майках с этой работой на груди. Даже его недолгий визит в Америку увенчался не только успехами в плане закупок (что Врубель очень ценит как лучшую сторону признания — «платят, значит нравится»), не только рецензиями, но и тем, что его работа попала на обложку сборника типа «Дни поэзии». Что американцы сумели увидеть в его страшно убогом персонаже — не знаю, но, значит, и тут Врубелю удались его вычисления. А то, что Врубель превратил свою мастерскую (а он там и жил, и пил) в галерею — конечно, «имени Врубеля» — и регулярно во всех изданиях дает её рекламу, тоже было бы чудовищной саморекламой, но, к счастью, все уравновешивается тем, что там и правда бывают замечательные домашние выставки с совершенно человеческой атмосферой ушедшего навек квартирного искусства, когда всем хорошо.Елена Курляндцева, «Сегодня», 1993, 